# Bobsleeën op de Olympische Winterspelen 2014 - Tweemansbob vrouwen
De tweemansbob voor vrouwen tijdens de Olympische Winterspelen 2014 vond plaats op 18 en 19 februari op de bobslee-, rodel- en skeletonbaan Sanki in Rzjanaja Poljana. Het was de vierde keer dat dit onderdeel op het olympisch programma stond.
De regerende olympisch kampioenen, het Canadese duo Kaillie Humphries / Heather Moyse, slaagden er als eerste in om de olympische titel op dit onderdeel te prolongeren. Van het duo dat de zilveren medaille behaalde, de Amerikanen Elana Meyers / Lauryn Williams, behaalde stuurvrouw Meyers ook haar tweede medaille, in 2010 won ze brons als remster. Het eveneens Amerikaans duo, Jamie Greubel / Aja Evans, behaalden de bronzen medaille.
De Nederlandse bob met Esmé Kamphuis / Judith Vis werd vierde en het Belgische team met Elfje Willemsen en Hanna Mariën eindigde als zesde. De olympisch kampioene van 2006 (en zilverenmedaillewinnaar in 2002) stuurvrouw Sandra Kiriasis in de Duitsland-I eindigde tussen de beide bobs in.
De oorspronkelijk als negende geëindigde Olga Stoelneeva werd in november 2017 geschrapt uit de resultaten vanwege dopinggebruik.

## Tijdschema
| Datum       | Lokale tijd | MET   | Afdaling     |
| ----------- | ----------- | ----- | ------------ |
| 18 februari | 19:15       | 16:15 | 1e en 2e run |
| 19 februari | 20:15       | 17:15 | 3e en 4e run |

## Uitslag
| P                 | Olympiër                                 | Bob     | Totaal  | Run 1   | Run 2   | Run 3   | Run 4   |
| ----------------- | ---------------------------------------- | ------- | ------- | ------- | ------- | ------- | ------- |
| Goud              | Kaillie Humphries Heather Moyse          | CAN-I   | 3.50,61 | 57,39   | 57,73   | 57,57   | 57,92   |
| Zilver            | Elana Meyers Lauryn Williams             | USA-I   | 3.50,71 | 57,26   | 57,63   | 57,69   | 58,13   |
| Brons             | Jamie Greubel Aja Evans                  | USA-II  | 3.51,61 | 57,45   | 58,00   | 58,00   | 58,16   |
| 04                | Esmé Kamphuis Judith Vis                 | NED-I   | 3.52,27 | 57,94   | 58,10   | 58,20   | 58,03   |
| 05                | Sandra Kiriasis Franziska Fritz          | GER-I   | 3.52,29 | 57,95   | 58,08   | 58,06   | 58,20   |
| 06                | Elfje Willemsen Hanna Mariën             | BEL-I   | 3.52,57 | 57,92   | 58,02   | 58,33   | 58,30   |
| 07                | Cathleen Martini Christin Senkel         | GER-II  | 3.52,71 | 57,99   | 58,42   | 58,17   | 58,13   |
| 08                | Fabienne Meyer Tanja Mayer               | SUI-I   | 3.53,20 | 58,18   | 58,34   | 58,29   | 58,39   |
| 09                | Vacant                                   |         |         |         |         |         |         |
| 10                | Anja Schneiderheinze Stephanie Schneider | GER-III | 3.53,74 | 58,17   | 58,30   | 58,53   | 58,74   |
| 11                | Jazmine Fenlator Lolo Jones              | USA-III | 3.53,97 | 58,27   | 58,46   | 58,50   | 58,74   |
| 12                | Paula Walker Rebekah Wilson              | GBR-I   | 3.54,24 | 58,36   | 58,40   | 58,88   | 58,60   |
| 13                | Jennifer Ciochetti Chelsea Valois        | CAN-II  | 3.54,49 | 58,43   | 58,63   | 58,72   | 58,71   |
| 14                | Astrid Radjenovic Jana Pittman           | AUS-I   | 3.54,55 | 58,62   | 58,50   | 59,06   | 58,37   |
| 15                | Christina Hengster Viola Kleiser         | AUT-I   | 3.54,79 | 58,59   | 58,56   | 59,73   | 58,91   |
| 16                | Nadezjda Sergeeva Nadezjda Paleeva       | RUS-II  | 3.55,86 | 58,80   | 58,69   | 59,27   | 59,10   |
| 17                | Maria Constantin Andreea Grecu           | ROU-I   | 3.56,59 | 59,04   | 59,08   | 59,38   | 59,09   |
| 18                | Kim Su-nok Shin Mi-hwa                   | KOR-I   | 4.00,81 | 1.00,09 | 1.00,02 | 1.00,44 | 1.00,26 |
| 19                | Fabiana Santos Sally Mayara da Silva     | BRA-I   | 4.01,95 | 59.57   | 1.00,45 | 1.00,73 | 1.01,20 |
| gediskwalificeerd | Olga Stoelneeva Ljoedmila Oedobkina      | RUS-I   | 3.53,46 | 58,03   | 58,24   | 58,45   | 58,74   |